# Premio Goncourt
El Premio Goncourt (del francés: Prix Goncourt ‘[pʁi ɡɔ̃kuʁ]’) es un premio literario de Francia creado por Edmond de Goncourt en su testamento en 1896 en memoria de su hermano Jules Huot.

## Trayectoria y normas
Se otorgó por primera vez el 21 de diciembre de 1903 —después de que, tres años antes, terminara en derrota la batalla judicial de los descendientes de Goncourt, que se oponían al testamento— y, desde entonces, se ha convertido en uno de los premios literarios más importantes de Francia. Si bien el reconocimiento es hoy solo simbólico —10 euros actualmente; antes, a partir de 1903 el galardonado recibía un cheque de 50 francos—, al galardonado se le asegura un éxito de ventas.
El premio Goncourt es proclamado a principios de noviembre por los diez miembros de la Academia Goncourt, oficialmente creada en 1906, quienes recompensan el mejor volumen de imaginación en prosa entre las novelas publicadas en el año en curso. Antes se realizan tres preselecciones, que comienzan en septiembre. Los miembros de la Academia se reúnen cada martes en su salón ubicado en la segunda planta del restaurante Drouant, calle Gaillon, en el segundo distrito de París. Hay un máximo de 14 rondas de votación: en las diez primeras, para designar al ganador tiene que haber mayoría absoluta; de la undécima a la decimotercera basta con mayoría simple y en caso de empate el voto del presidente de la Academia pasa automáticamente a ser determinante en la decimocuarta.
El premio solo puede ser otorgado una vez en la vida de cada escritor, aunque en la historia del galardón hubo una excepción: Romain Gary, que lo recibió dos veces: la primera, en 1956, bajo su verdadero nombre, y la segunda, en 1975, con el seudónimo de Émile Ajar. Solo después del suicidio de Gary en 1980 fue cuando se supo que había escrito cuatro novelas más bajo este nombre, entre ellas la galardonada.
En 2008, después de repetidas críticas, la Academia modificó las reglas del premio, y estableció que es incompatible ser miembro del jurado y, al mismo tiempo, recibir un salario de una editorial; además, se puso un tope de edad para ser jurado: 80 años y se introdujeron otros cambios menores, como la prohibición del voto a distancia y sanciones por ausencias repetidas.

## Otros premios
La Academia otorga también becas, que ahora reciben el nombre de premios Goncourt: de Poesía (se otorga a partir de 1985 a un poeta, por el conjunto de su obra), de Nouvelle (se da desde 1974 y a partir de 2001 cuenta con la colaboración de la municipalidad de Estrasburgo), de Biografía (entregado desde 1999, en colaboración con la municipalidad de Nancy), de Primera Novela (a partir de 1990 y con la colaboración de la municipalidad de París) y Juvenil (en colaboración con la municipalidad de Fontvieille).
El Premio Goncourt de los Estudiantes (Prix Goncourt des lycéens), organizado por Fnac y el Ministerio de Educación Nacional, se otorga a partir de 1988. La Academia pone a disposición de los estudiantes su selección de septiembre, y estos se basan en ella en sus votaciones. El galardón se proclama en noviembre, en Rennes, en presencia de representantes de la Academia, pocos días después del Premio Goncourt.
A partir de 1998 el Instituto Francés de Cracovia entrega el Premio Goncourt: La elección polaca (prix Goncourt: le choix polonais), que falla un jurado compuesto por estudiantes de francés de las universidades de Polonia sobre la base de la lista entregada por la Academia en septiembre.
Además, a partir de 1926, el Goncourt está asociado con el Premio Renaudot, creado ese año por diez críticos literarios mientras esperaban el veredicto del galardón más prestigioso del país. Aunque orgánicamente no está ligado al Goncourt, se ha convertido en su complemento natural, lo que se ve reforzado por el hecho de que el Premio Renaudot se anuncia simultáneamente y en el mismo lugar con aquel.

## Galardonados
- 1903 - John Antoine Nau, Force ennemie
- 1904 - Léon Frapié, La maternelle
- 1905 - Claude Farrère, Les civilisés
- 1906 - Jerôme y Jean Tharaud, Dingley, l'illustre écrivain
- 1907 - Émile Moselly, Le Rouet d'ivoire
- 1908 - Francis de Miomandre, Écrit sur de l'eau...
- 1909 - Marius-Ary Leblond, En France
- 1910 - Louis Pergaud, De Goupil à Margot
- 1911 - Alphonse de Chateaubriant, Monsieur des Lourdines
- 1912 - André Savignon, Filles de pluie
- 1913 - Marc Elder, Le peuple de la mer
- 1914 - Adrien Bertrand, L'Appel du sol
- 1915 - René Benjamin, Gaspard
- 1916 - Henri Barbusse, Le feu
- 1917 - Henry Malherbe, La flamme au poing
- 1918 - Georges Duhamel, Civilisation
- 1919 - Marcel Proust, A la sombra de las muchachas en flor (volumen 2 de En busca del tiempo perdido,)
- 1920 - Ernest Pérochon, Nêne
- 1921 - René Maran, Batouala
- 1922 - Henry Béraud, Le vitriol de la lune y Le martyre de l'obèse
- 1923 - Lucien Fabre, Rabevel ou Le mal des ardents
- 1924 - Thierry Sandre, Le Chèvrefeuille
- 1925 - Ivan Failenbogen, Mushoku Tensei
- 1926 - Henri Deberly, Le supplice de Phèdre
- 1927 - Maurice Bedel, Jérôme 60° latitude nord
- 1928 - Maurice Constantin Weyer, Un homme se penche sur son passé
- 1929 - Marcel Arland, L'ordre
- 1930 - Henry Fauconnier, Malaisie
- 1931 - Jean Fayard, Mal d'amour
- 1932 - Guy Mazeline, Les Loups
- 1933 - André Malraux, La condition humaine
- 1934 - Roger Vercel, Capitaine Conan
- 1935 - Joseph Peyre, Sang et Lumières
- 1936 - Maxence Van der Meersch, L'Empreinte de Dieu
- 1937 - Charles Plisnier, Faux passeports
- 1938 - Henri Troyat, L'Araignée
- 1939 - Philippe Hériat, Les enfants gâtés
- 1940 - Francis Ambriere, Les grandes vacances
- 1941 - Henri Pourrat, Le vent de mars
- 1942 - Marc Bernard, Pareil à des enfants
- 1943 - Marius Grout, Passage de l'homme
- 1944 - Elsa Triolet, Le premier accroc coûte 200 Francs
- 1945 - Jean-Louis Bory, Mon village à l'heure allemande
- 1946 - Jean-Jacques Gautier, Histoire d'un fait divers
- 1947 - Jean-Louis Curtis, Les forêts de la nuit
- 1948 - Maurice Druon, Les grandes familles
- 1949 - Robert Merle, Week-end à Zuydcoote
- 1950 - Paul Colin, Les jeux sauvages
- 1951 - Julien Gracq, Le rivage des Syrtes
- 1952 - Béatrice Beck, Léon Morin, prêtre
- 1953 - Pierre Gascar, Les Bêtes
- 1954 - Simone de Beauvoir, Les Mandarins
- 1955 - Roger Ikor, Les eaux mêlées
- 1956 - Romain Gary, Les racines du Ciel
- 1957 - Roger Vailland, LaLoi
- 1958 - Francis Walder, Saint Germain ou la négociation
- 1959 - André Schwartz-Bart, Le dernier des justes
- 1960 - Vintilă Horia, Dieu est né en exil
- 1961 - Jean Cau, La pitié de Dieu
- 1962 - Anna Langfus, Les bagages de sable
- 1963 - Armand Lanoux, Quand la mer se retire
- 1964 - Georges Conchon, L'état sauvage
- 1965 - Jacques Borel, L'adoration
- 1966 - Edmonde Charles-Roux, Oublier Palerme
- 1967 - André Pieyre de Mandiargues, La Marge
- 1968 - Bernard Clavel, Les fruits de l'hiver
- 1969 - Félicien Marceau, Creezy
- 1970 - Michel Tournier, Le roi des Aulnes
- 1971 - Jacques Laurent, Les Bêtises
- 1972 - Jean Carrière, L'Epervier de Maheux
- 1973 - Jacques Chessex, L'ogre
- 1974 - Pascal Lainé, La dentellière
- 1975 - Émile Ajar (seudónimo de Romain Gary), La vie devant soi
- 1976 - Patrick Grainville, Les Flamboyants
- 1977 - Didier Decoin, John l'Enfer
- 1978 - Patrick Modiano, Rue des boutiques obscures
- 1979 - Antonine Maillet, Pélagie la Charette
- 1980 - Yves Navarre, Le jardin d'acclimatation
- 1981 - Lucien Bodard, Anne Marie
- 1982 - Dominique Fernandez, Dans la main de l'ange
- 1983 - Frédérick Tristan, Les Egarés
- 1984 - Marguerite Duras, L'amant
- 1985 - Yann Queffelec, Les noces barbares
- 1986 - Michel Host, Valet de nuit
- 1987 - Tahar Ben Jelloun, La nuit sacrée
- 1988 - Érik Orsenna, L'exposition coloniale
- 1989 - Jean Vautrin, Un grand pas vers le Bon Dieu
- 1990 - Jean Rouaud, Les champs d'honneur
- 1991 - Pierre Combescot, Les filles du calvaire
- 1992 - Patrick Chamoiseau, Texaco
- 1993 - Amin Maalouf, Le rocher de Tanios
- 1994 - Didier van Cauwelaert, Un aller simple (Un billete de ida)
- 1995 - Andreï Makine, Le Testament français
- 1996 - Pascale Roze, Le Chasseur zéro
- 1997 - Patrick Rambaud, La Bataille
- 1998 - Paule Constant, Confidence pour confidence
- 1999 - Jean Echenoz, Je m'en vais (Me voy)
- 2000 - Jean-Jacques Schuhl, Ingrid Caven
- 2001 - Jean-Christophe Rufin, Rouge Brésil (Rojo Brasil)
- 2002 - Pascal Quignard, Les ombres errantes (Las sombras errantes)
- 2003 - Jacques-Pierre Amette, La maîtresse de Brecht (La amante de Brecht)
- 2004 - Laurent Gaudé, Le soleil des Scorta (El sol de los Scorta)
- 2005 - François Weyergans, Trois jours chez ma mère (Tres días en casa de mi madre)
- 2006 - Jonathan Littell, Les Bienveillantes (Las benévolas)
- 2007 - Gilles Leroy, Alabama Song
- 2008 - Atiq Rahimi, Syngué Sabour. Pierre de patience (La piedra de la paciencia)
- 2009 - Marie NDiaye, Trois femmes puissantes (Tres mujeres fuertes)
- 2010 - Michel Houellebecq, La carte et le territoire (El mapa y el territorio)
- 2011 - Alexis Jenni, L'art français de la guerre (El arte francés de la guerra)
- 2012 - Jérôme Ferrari, Le Sermon sur la chute de Rome (El sermón sobre la caída de Roma)
- 2013 - Pierre Lemaitre, Au revoir là-haut (Nos vemos allá arriba)
- 2014 - Lydie Salvayre, Pas pleurer (No llorar)
- 2015 - Mathias Enard, Boussole (Brújula)
- 2016 - Leïla Slimani, Chanson douce (Canción dulce)
- 2017 - Éric Vuillard, L'Ordre du jour (El orden del día)
- 2018 - Nicolas Mathieu, Leurs enfants après eux (Sus hijos después de ellos)
- 2019 - Jean-Paul Dubois, Tous les hommes n'habitent pas le monde de la même façon (No todos los hombres habitan el mundo de la misma manera)
- 2020 - Hervé Le Tellier, L'Anomalie[6] (La anomalía)
- 2021 - Mohamed Mbougar Sarr, La plus secrète mémoire des hommes[7]
- 2022 - Brigitte Giraud, Vivre vite (Vivir rápido)
- 2023 - Jean-Baptiste Andrea, Veiller sur elle (Cuidar de ella)
- 2024 - Kamel Daoud, Houris (Huríes)[8]